# Parker Brothers

Das Logo des Herstellers

Parker Brothers war ein Hersteller von Spielzeug und Spielwaren. Das Unternehmen hat über 1800 Spiele herausgebracht, darunter Bestseller wie Monopoly, Cluedo und Risiko. Seit 1991 ist Parker Brothers ein Markenname von Hasbro.

## Geschichte
Parker Brothers wurde durch George S. Parker gegründet, der sein erstes Spiel 1883 im Alter von 16 Jahren herausgebracht hatte. Ursprünglich wurde das in Salem beheimatete Unternehmen unter der Firma George S. Parker Company geführt. Als sein Bruder Charles 1888 dem Unternehmen beitrat, wurde der Name der Firma in seine jetzt gebräuchlichere Form geändert. Ein dritter Bruder, Edward H. Parker, trat 1898 bei. Viele Jahre lang gestaltete George Parker die meisten Spiele selbst und schrieb auch die kompletten Regeln.
Als die Spielwarenindustrie immer mehr wuchs, wurde das Unternehmen sehr ertragreich. Während der Weltwirtschaftskrise, als andere Unternehmen Insolvenz anmelden mussten, publizierte Parker Brothers das Brettspiel Monopoly.
Auch nach dem Tod von George Parker blieb das Unternehmen im Familienbesitz, bis es 1968 vom Unternehmen General Mills für 45,5 Millionen $ gekauft wurde. General Mills fusionierte Parker mit ihrer Tochter Kenner zur Kenner Parker Toys Inc. 1987 wurde Kenner Parker Toys Inc dann von General Mills an das Unternehmen Tonka verkauft, das wiederum 1991 von Hasbro übernommen wurde.
Zu Beginn der 80er-Jahre veröffentlichte Parker lizenzierte Videospiele für die Spielkonsolen Atari 2600, ColecoVision, Philips G7000 und Intellivision, darunter Videospiele wie Frogger, Q*bert oder Popeye. Auch die ersten Star-Wars-Videospiele wurden von Parker veröffentlicht.
1991 übernahm der Spielwarenhersteller Hasbro das Unternehmen Tonka und führte zunächst die Marke „Parker“ neben „MB“ weiter.